# Чичерін Борис Миколайович
Чиче́рін Бори́с Микола́йович (26 травня (7 червня) 1828, с. Караул Кирсанівського повіту Тамбовської губ. — 03 (16) лютого 1904, там само) — російський філософ права гегельянського напряму, один з провідних теоретиків лібералізації Росії, історик. Почесний член Петербурзької АН (1893). Дядько радянського дипломата Г. Чичеріна.

## З біографії
Походив зі старовинного дворянського роду Чичеріних.
Протягом 1845–1849 pp. Б. М. Чичерін навчався у Московському університеті. Він слухав лекції видатних професорів Т. М. Грановського, М. І. Крилова, С. М. Соловйова, К. Д. Кавеліна, П. М. Кудрявцева та інших.
Ліберальний світогляд вироблявся у нього не тільки на підставі університетських лекцій, але головним чином завдяки особистому контакту з професорами, який був дуже тісним. Остаточно світогляд Б. М. Чичеріна сформувалось під час його
трирічної подорожі Західною Європою.
Після захисту магістерської дисертації (1857 р.) викладав у Московському університеті (1861–1868), де очолював кафедру державного права юридичного факультету. У 1882—83 рр. Б. М. Чичерін був московським міським головою.

## Чичерін про становлення російської державності
Чичерін зазначав, що встановленню державної влади в Росії:
|  | значно сприяло татарське панування, яке, підкоряючи народ зовнішньому ярму, привчало його до покори. Немає сумніву, що, з одного боку, воно відбилося невигідно на народному характері, залишивши по собі рабські поняття і звички. Навряд чи без татарського ярма державне підданство могло розвинутися у формі холопства. На Заході підданські відносини будувалися за типом Римської імперії, в якій, при всій необмеженості влади монарха, панували поняття, засновані на державних засадах. У Росії зразком служила східна деспотія. Елемент права, і без того слабо розвинений, повинен був зовсім зникнути з політичної галузі, поступаючись місцем безмежній основі влади. Найсуттєвіше право західних станів, те, яке стало головною пружиною розвитку представницьких установ, згода на стягування податків, не могло виробитися в землі, яка звикла платити данину за наказом татарського хана. Якщо в Росії існували зачатки політичної свободи, то панування татар повинно було їх заглушити. Але, з іншого боку, це саме панування найбільше сприяло встановленню єдиної, сильної центральної влади, без якої російське суспільство не могло обійтися, яка зробила Росію тим, чим вона є. |

## Чичерін про державність
|  | Держава - є вища сфера співжиття, вищий прояв народності в суспільній сфері. У ній невизначена народність, яка виявляється переважно в єдності мови, збирається в єдине тіло, отримує єдину вітчизну, стає народом. |

## Деякі твори
- Чичерин Б. Н. История политических учений: [в 5-ти т.]. — Т.1 — 5. — М.: Грачева и К°, 1869–1902. (також: Чичерин Б. Н. История политических учений. В 3-х тт. / Подготовка текста, вступ. ст. и коммент. И. И. Евлампиева. — С-Пб: РХГА, 2006.)
- Чичерин Б. Н. Курс государственной науки: [в 3-х ч.]. Ч.1 — 3. — М.: Кушнерев и К°, 1894–1898.
- Чичерин Б. Н. О народном представительстве: Монография. — М.: Тип. Т-ва И. Д. Сытина, 1899. — 810 с. (докторська дис.)
- Чичерин Б. Н. Новейшие публицисты. Токвилль // Отечественные записки. — 1857. — № 53. — С. 501–582.
- Чичерин Б. Н. Областные учреждения России в XVII веке. — М.,1856 (магістерська дис.)
- Чичерин Б. Н. Философия права. — М.: Типо-литография Товарищества И. Н. Кушнерев, 1900.— 344 с. (також: Чичерин Б. Н. Философия права. — С-Пб.: Наука, 1998.)
- Чичерин Б. Н. Политические мыслители древнего и нового мира. Учеб. пособие для юрид. спец. вузов. — СПб.: Лань, 1999. — 333 с.
- Чичерин Б. H. Политические мыслители древнего и нового мира. — М.: Гардарики, 2001. — 336 с.
- Чичерин Б. Н. Собственность и государство. В 2-х тт. — М., 1882–1883 (СПб: Изд-во РХГА , 2005. — 824 с.)
- Чичерин Б. Н. Общее государственное право; ред., предисл. В. А. Томсинов; Моск. гос. ун-т им. М. В. Ломоносова (юрид. фак.). — М.: Зерцало, 2006. — 536 с. — (Русское юридическое наследие).
- Чичерин Б. Н. Воспоминания. В 2-х тт. / предисл., примеч. С. В. Бахрушин. — М.: Изд-во им. Сабашниковых, 2010.

| S: | Твори цього автора перебувають у суспільному надбанні. Ви можете допомогти проєкту, додавши їх у Вікіджерела. |